# 2. Buch Samuel
| Nevi’im (Propheten) des Tanach                                                      |
| ----------------------------------------------------------------------------------- |
| Vordere Propheten                                                                   |
| - Buch Josua - Buch der Richter - Samuel (1. und 2. Buch) - Könige (1. und 2. Buch) |
| Hintere Propheten                                                                   |
| - Jesaja - Jeremia - Ezechiel - Zwölfprophetenbuch                                  |

Das 2. Buch Samuel ist der zweite Teil des Buches Samuel im Tanach. Es wird seit dem Mittelalter in 24 Kapitel unterteilt. In den Ostkirchen heißt es 2. Buch der Königreiche.
Der Prophet Samuel erscheint nur im 1. Buch Samuel; die beiden Bücher Samuel waren einst ein einziges Buch, und so behielten die Teile den Namen bei, nachdem sie aus praktischen Gründen (handhabbare Größe einer Schriftrolle) voneinander getrennt wurden. Hauptfigur dieses Buches ist vielmehr David. Das Buch weist viele Parallelen zum 1. Buch der Chronik auf. Im Gegensatz zu diesem ist es aber merklich kritischer und legt den Schwerpunkt mehr auf die politischen Ereignisse als auf den Kultus. Neben den Erzählungen finden sich auch Psalmen (2. Sam 1,19–27: Davids Klagelied über Saul und Jonatan; 2. Sam 22: Davids Danklied (= Ps 18, 1–51); 2. Sam 23: Davids letzte Worte).

## Inhalt

### David als König über Juda (Kapitel 1 – 4)
Zu Beginn des zweiten Samuelbuches wird David die Nachricht vom Tod Sauls und dessen Söhnen überbracht, woraufhin er den Überbringer der Nachricht töten lässt und ein Klagelied über Saul und Jonathan singt.
Danach wird David in Hebron zum König von Juda gekrönt und Abner, Sauls Feldhauptmann, krönt Isch-Boschet, den Sohn Sauls zum König von Israel. Daraufhin kommt es zum Krieg zwischen Juda und Israel, aus dem David siegreich hervorgeht und die Macht Judas immer mehr zunimmt. Schließlich läuft Abner zu David über und schließt mit ihm einen Bund, dass er die Stämme auf Davids Seite bringt. Allerdings wird Abner von Joab, Davids Hauptmann, getötet. Im Folgenden wird auch Isch-Boschet ermordet, worauf David seine Mörder töten lässt.

### David als König über ganz Israel (Kapitel 5 – 6)

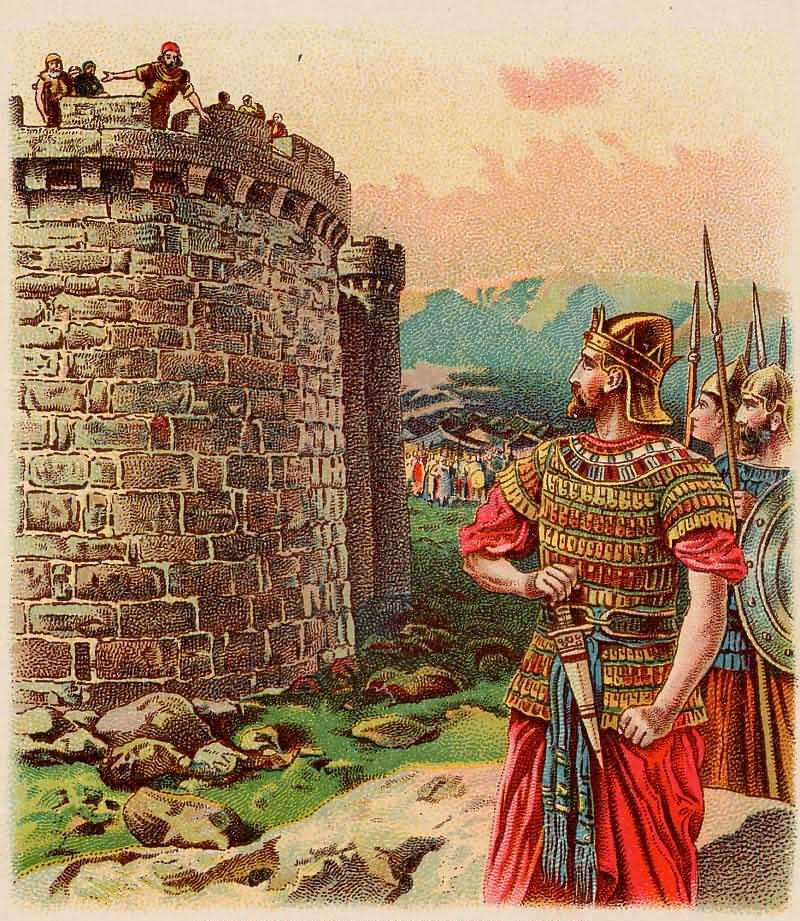
David wird König über ganz Israel (Illustration einer Bibelkarte, 1896)

David wird in Hebron zum König über ganz Israel gekrönt und erobert Jerusalem von den Jebusitern. Kurz darauf zogen die Philister gegen Israel und David besiegt sie mit Gottes Hilfe.
Nach dem Sieg über die Philister holt David die Bundeslade von Baala nach Jerusalem. Dieses Ereignis wird von Gesang und Tanz begleitet. Die Lade kommt aber erstmal nicht in Jerusalem an, da Usa sie anfasst und daraufhin von Gott getötet wird. Aus diesem Grund wird die Lade erstmal ins Haus Obed–Edoms gebracht. Als dieses Haus daraufhin gesegnet wird, holt David die Bundeslade singend und tanzend nach Jerusalem. Als Michal, seine Frau, sich über Davids Verhalten beschwert, wird sie mit Kinderlosigkeit gestraft.

### Gottes Zusage und Davids Versagen (Kapitel 7 – 12)

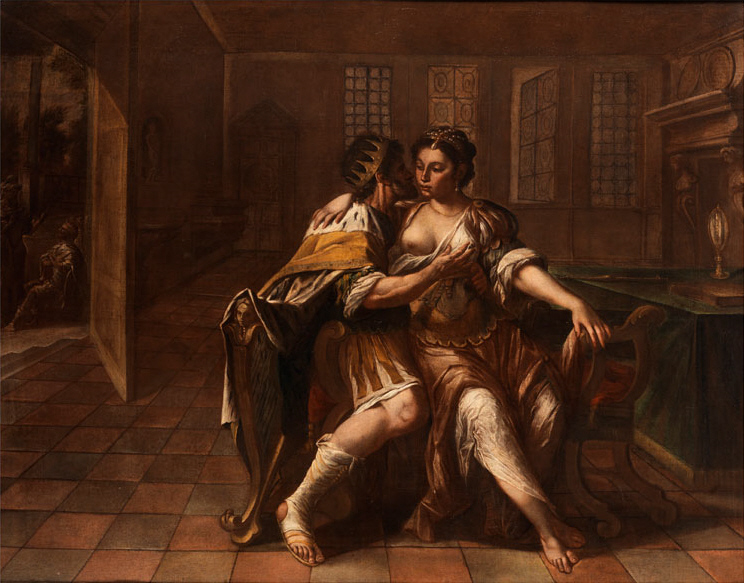
David begehrt Batseba (Unbekannter Künstler, 17. Jh.)

Gott spricht durch den Propheten Natan zu David und lässt ihm sagen, dass sein Königtum ewig bestehen wird. Allerdings soll David keinen Tempel bauen, wie er es gewünscht hat, sondern erst sein Sohn. Nach dieser Verheißung folgen Berichte über Davids Kriege und seine Siege und es werden seine Beamten aufgezählt.
Im Folgenden wird berichtet, wie David den Sohn Jonathans Merib-Baal an seinen Hof holt. Außerdem wird vom Krieg gegen die Ammoniter berichtet, der mit der Flucht der Ammoniter endet. Auch die Aramäer fliehen vor David.
Als der Krieg noch im Gange war, David aber in Jerusalem ist, schläft er mit Batseba, einer verheirateten Frau, und sie wird schwanger. Daraufhin lässt David ihren Ehemann Urija aus dem Krieg holen. Als dieser nicht mit seiner Frau schlafen will, sorgt David dafür, dass Urija im Krieg fällt.
Aufgrund dieser Tat Davids schickt Gott den Propheten Natan zu David, der ihm eine Strafe ankündigt. David sieht seinen Fehler daraufhin ein, das Kind von David und Batseba stirbt allerdings. Batseba wird aber wieder schwanger und bringt Salomo zur Welt.
Schließlich wird erzählt, wie David die Hauptstadt der Ammoniter einnimmt.

### Absaloms Aufstand gegen David (Kapitel 13 – 19)

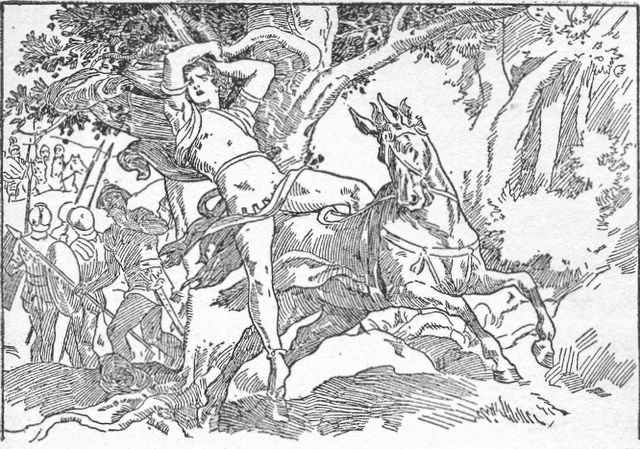
Absalom bleibt an einem Baum hängen (Hartwell James, 1905–1916)

Es folgt die Geschichte Absaloms. Dessen Schwester Tamar wird von Amnon, ihrem Halbbruder, vergewaltigt. Daraufhin nimmt Absalom Rache und lässt Amnon töten. David ist entsetzt darüber und Absalom flieht nach Geschur. Nach drei Jahren gelingt es Joab mit der Hilfe einer klugen Frau, David zu überzeugen, dass er Absalom wieder nach Jerusalem kommen lässt.
Im Folgenden gelingt es Absalom, eine Gefolgschaft aufzubauen. Danach sagt er zu David, dass er nach Hebron gehen will, um sein Gelübde zu erfüllen. David lässt ihn mit 200 Gefolgsleuten aus Jerusalem gehen. In Hebron angekommen lässt sich Absalom zum König ausrufen.
Als David das erfährt, flieht er mit seinem Haus und Gefolge aus Jerusalem und Absalom zieht in Jerusalem ein. David flieht mit seinem Gefolge über den Jordan nach Mahanajim. Von dort aus zieht David gegen Absalom in den Krieg, ordnet aber seine Heerführer an, Absalom zu verschonen. Während des Kampfes bleibt Absalom, auf einem Maultier reitend, mit seinen Haaren in einem Baum hängen. Dies wird Joab berichtet, der Absalom daraufhin tötet. Absaloms Gefolgsleute fliehen nach seinem Tod. Die Nachricht des Kriegsendes wird daraufhin David überbracht, der erst fragt, ob es seinem Sohn gut geht und auf die Nachricht hin, Absalom sei tot, um ihn trauert.
Nach Absaloms Tod zieht David mit seinem Gefolge wieder nach Jerusalem.

### Nachträge, Davids Vermächtnis (Kapitel 20 – 24)
Im Folgenden wird vom Aufstand Schebas gegen David berichtet. Als David davon hörte, schickte er Joab mit seinen Männern, um Scheba nachzujagen. Es folgt die Ermordung Amasas durch Joab und der Tod Schebas durch Enthauptung. Danach werden noch einmal die Beamten Davids aufgezählt. Es folgt ein Bericht über sieben Nachkommen Sauls, die getötet werden, um die Blutschuld des Hauses Saul an den Gibeonitern zu begleichen. David begräbt die Getöteten neben Saul und Jonathan.
Danach wird vom Krieg gegen die Philister berichtet und von den Heldentaten der Krieger Davids. Nach dem Sieg singt David ein Danklied.
Es folgen Davids letzte Worte und eine Aufzählung der Helden Davids.
Am Ende des zweiten Samuelbuches steht ein Bericht über eine Volkszählung Davids, woraufhin Gott das Volk durch die Pest bestraft. Daraufhin baut David einen Altar an dem Platz, wo später der Tempel stehen soll. Danach verschwindet die Pest aus dem Land.